# ニクシッチ＝ポドゴリツァ鉄道
ニクシッチ＝ポドゴリツァ鉄道（英語: Nikšić-Podgorica railway）はモンテネグロの首都ポドゴリツァと第二の都市ニクシッチを結ぶモンテネグロ鉄道が運営する鉄道路線である。ポドゴリツァでベオグラード＝バール鉄道とシュコドラへ達する路線と接続する。

## 概要
ニクシッチ、ポドゴリツァ間は56.4kmあり全線標準軌の路線で、トンネル区間が12箇所3,439m、橋梁区間が9箇所279mである。ほとんどがビイェロパヴリッチ平原を走る。現在、交流25kVの電化と再建工事が行われている。工事が完成すると路線の最高速度は75 km/hから100 km/hになり、ニクシッチ、ダニロヴグラード、ポドゴリツァの3駅に9本の列車が設定される。

## 歴史
当路線は狭軌鉄道（760mm）の路線として1947年に建設されニクシッチ、ビレチャ間を結んでいた。1965年に改良され標準軌化と延伸が行われビレチャへの路線は廃止された。この路線は主にニクシッチのボーキサイト鉱山の鉱石をポドゴリツァのアルミニウムプラントへ輸送することを目的としている。慢性的な資金不足により保守の不良から運転速度を30km/hに速度を落とし1992年からは旅客営業は中止されている。その時以来、貨物専用の鉄道となっている。2006年に完全な再建と電化がチェコの合弁企業 (OHL ŽS "Brno", AŽD , EŽ)の請負で開始された。再建工事は2009年に完成予定であったが、資金的な問題から2011年現在完成には至っておらず2013年7月1日の開業が見込まれている。計画全体の費用は7000万ユーロである。完成後はCAFの電車が導入され旅客輸送の再開によりポドゴリツァ、ニクシッチ間は40分程度になる予定である。